# Idaea fathmaria
Idaea fathmaria là một loài bướm đêm trong họ Geometridae.